# 북위 45도
북위 45도는 적도에서 45도 북쪽을 지나는 위선이다. 유럽, 아시아, 태평양, 북아메리카, 대서양을 지난다. 북위 45도는 적도와 북극점의 중간이라 불리지만, 지구가 찌그러진 타원체 모양이라 실제 중간점은 북위 45도보다 16.2 km 북쪽이다.
이 위도에서 하지에는 태양이 15시간 37분, 동지에는 8시간 46분 비춘다. 본초 자오선에서 동쪽 방향으로, 북위 45도선은 다음 지역을 지난다.
| 좌표                                                    | 나라, 지역, 바다      | 비고 |
| ------------------------------------------------------- | --------------------- | --- |
| 북위 45° 0′ 동경 0° 0′  / 북위 45.000° 동경 0.000°      | 프랑스                | 아키텐 미디피레네 리무쟁 오베르뉴 론알프 - 그르노블 바로 남쪽을 지난다 프로방스알프코트다쥐르                                           |
| 북위 45° 0′ 동경 6° 44′  / 북위 45.000° 동경 6.733°     | 이탈리아              | 피에몬테주 - 토리노 바로 남쪽을 지난다 에밀리아로마냐주 - 피아첸차 바로 남쪽을 지난다 롬바르디아주 베네토주 - 로비고 바로 남쪽을 지난다 |
| 북위 45° 0′ 동경 12° 27′  / 북위 45.000° 동경 12.450°   | 아드리아해            | 베네치아만 |
| 북위 45° 0′ 동경 13° 44′  / 북위 45.000° 동경 13.733°   | 크로아티아            | 이스트라반도, 츠레스섬, 크르크섬과 본토를 지난다.                                                                                       |
| 북위 45° 0′ 동경 15° 46′  / 북위 45.000° 동경 15.767°   | 보스니아 헤르체고비나 | |
| 북위 45° 0′ 동경 18° 44′  / 북위 45.000° 동경 18.733°   | 크로아티아            | |
| 북위 45° 0′ 동경 19° 6′  / 북위 45.000° 동경 19.100°    | 세르비아              | 베오그라드 바로 북쪽을 지난다. |
| 북위 45° 0′ 동경 21° 24′  / 북위 45.000° 동경 21.400°   | 루마니아              | 플로이에슈티의 바로 북쪽, 트르구지우의 바로 남쪽을 지난다.                                                                              |
| 북위 45° 0′ 동경 29° 39′  / 북위 45.000° 동경 29.650°   | 흑해                  | |
| 북위 45° 0′ 동경 33° 36′  / 북위 45.000° 동경 33.600°   | 우크라이나            | 크림 자치 공화국 - 심페로폴의 바로 북쪽, 페오도시야의 바로 남쪽을 지난다.                                                               |
| 북위 45° 0′ 동경 35° 24′  / 북위 45.000° 동경 35.400°   | 흑해                  | |
| 북위 45° 0′ 동경 37° 13′  / 북위 45.000° 동경 37.217°   | 러시아                | 크라스노다르의 바로 북쪽, 스타브로폴의 바로 남쪽을 지난다.                                                                              |
| 북위 45° 0′ 동경 47° 15′  / 북위 45.000° 동경 47.250°   | 카스피해              | |
| 북위 45° 0′ 동경 51° 4′  / 북위 45.000° 동경 51.067°    | 카자흐스탄            | 망기스타우주 |
| 북위 45° 0′ 동경 56° 0′  / 북위 45.000° 동경 56.000°    | 우즈베키스탄          | 카라칼파크스탄 - 아랄해의 보즈로즈데니야섬도 지난다.                                                                                    |
| 북위 45° 0′ 동경 59° 50′  / 북위 45.000° 동경 59.833°   | 카자흐스탄            | 키질로르다주 투르키스탄주 잠빌주 알마티주                                                                                               |
| 북위 45° 0′ 동경 80° 2′  / 북위 45.000° 동경 80.033°    | 중화인민공화국        | 신장 위구르 자치구 |
| 북위 45° 0′ 동경 93° 13′  / 북위 45.000° 동경 93.217°   | 몽골                  | 고비알타이주 바잉헝거르주 으브르항가이주 동드고비주 더르너고비주                                                                        |
| 북위 45° 0′ 동경 111° 46′  / 북위 45.000° 동경 111.767° | 중화인민공화국        | 내몽골 자치구 |
| 북위 45° 0′ 동경 112° 31′  / 북위 45.000° 동경 112.517° | 몽골                  | 수흐바타르주 |
| 북위 45° 0′ 동경 114° 7′  / 북위 45.000° 동경 114.117°  | 중화인민공화국        | 내몽골 자치구 지린성 헤이룽장성 |
| 북위 45° 0′ 동경 131° 30′  / 북위 45.000° 동경 131.500° | 러시아                | 프리모르스키 지방 |
| 북위 45° 0′ 동경 136° 37′  / 북위 45.000° 동경 136.617° | 동해                  | 일본의 리시리섬 바로 남쪽을 지난다 |
| 북위 45° 0′ 동경 141° 41′  / 북위 45.000° 동경 141.683° | 일본                  | 홋카이도섬 |
| 북위 45° 0′ 동경 142° 32′  / 북위 45.000° 동경 142.533° | 오호츠크해            | |
| 북위 45° 0′ 동경 147° 31′  / 북위 45.000° 동경 147.517° | 쿠릴 열도             | 이투루프섬, 러시아의 섬으로 일본이 영유권을 주장하고 있다.                                                                              |
| 북위 45° 0′ 동경 147° 59′  / 북위 45.000° 동경 147.983° | 태평양                | |
| 북위 45° 0′ 서경 124° 1′  / 북위 45.000° 서경 124.017°  | 미국                  | 오리건주 아이다호주 몬태나주 /와이오밍주 경계 (근처) 사우스다코타주 미네소타주 - 미니애폴리스를 지난다 위스콘신주                       |
| 북위 45° 0′ 서경 87° 37′  / 북위 45.000° 서경 87.617°   | 미시간호              | 그린만 - 미국의 영해 |
| 북위 45° 0′ 서경 87° 21′  / 북위 45.000° 서경 87.350°   | 미국                  | 위스콘신주 - 도어반도 |
| 북위 45° 0′ 서경 87° 9′  / 북위 45.000° 서경 87.150°    | 미시간호              | 미국의 영해 |
| 북위 45° 0′ 서경 86° 9′  / 북위 45.000° 서경 86.150°    | 미국                  | 미시간주 - 사우스매너투섬 |
| 북위 45° 0′ 서경 86° 5′  / 북위 45.000° 서경 86.083°    | 미시간호              | 미국의 영해 |
| 북위 45° 0′ 서경 85° 47′  / 북위 45.000° 서경 85.783°   | 미국                  | 미시간주 |
| 북위 45° 0′ 서경 83° 26′  / 북위 45.000° 서경 83.433°   | 휴런호                | 미국과 캐나다의 영해 |
| 북위 45° 0′ 서경 81° 27′  / 북위 45.000° 서경 81.450°   | 캐나다                | 온타리오주 - 브루스반도 |
| 북위 45° 0′ 서경 81° 11′  / 북위 45.000° 서경 81.183°   | 휴런호                | 조지언만 - 캐나다의 영해 |
| 북위 45° 0′ 서경 79° 59′  / 북위 45.000° 서경 79.983°   | 캐나다                | 온타리오주 |
| 북위 45° 0′ 서경 74° 54′  / 북위 45.000° 서경 74.900°   | 미국                  | 뉴욕주 - 약 10 km |
| 북위 45° 0′ 서경 74° 46′  / 북위 45.000° 서경 74.767°   | 캐나다                | 온타리오주 - 콘월섬 퀘벡주 - 미국 뉴욕주와의 국경 바로 북쪽을 지난다                                                                    |
| 북위 45° 0′ 서경 73° 54′  / 북위 45.000° 서경 73.900°   | 미국                  | 뉴욕주 - 캐나다 퀘벡주와의 국경 바로 남쪽을 지난다 버몬트주 - 캐나다 퀘벡주와의 국경 바로 남쪽을 지난다 뉴햄프셔주 메인주               |
| 북위 45° 0′ 서경 67° 4′  / 북위 45.000° 서경 67.067°    | 파사마쿼디만          | |
| 북위 45° 0′ 서경 67° 0′  / 북위 45.000° 서경 67.000°    | 캐나다                | 뉴브런즈윅주 디어섬 |
| 북위 45° 0′ 서경 66° 57′  / 북위 45.000° 서경 66.950°   | 펀디만                | 캐나다의 영해 |
| 북위 45° 0′ 서경 65° 10′  / 북위 45.000° 서경 65.167°   | 캐나다                | 노바스코샤주 |
| 북위 45° 0′ 서경 61° 57′  / 북위 45.000° 서경 61.950°   | 대서양                | |
| 북위 45° 0′ 서경 1° 12′  / 북위 45.000° 서경 1.200°     | 프랑스                | 아키텐 - 보르도 바로 북쪽을 지난다 |

## 같이 보기
- 남위 45도
- 북위 44도
- 북위 46도